# Jotus braccatus
Jotus braccatus là một loài nhện trong họ Salticidae.
Loài này thuộc chi Jotus. Jotus braccatus được Ludwig Carl Christian Koch miêu tả năm 1881.